# Toshihiro Yamaguchi
Toshihiro Yamaguchi (n. 19 noiembrie 1971) este un fost fotbalist japonez.

## Statistici
| Japonia | Japonia | Japonia |
| An      | Meciuri | Goluri  |
| ------- | ------- | ------- |
| 1994    | 2       | 0       |
| 1995    | 2       | 0       |
| Total   | 4       | 0       |